# Generación Nocilla

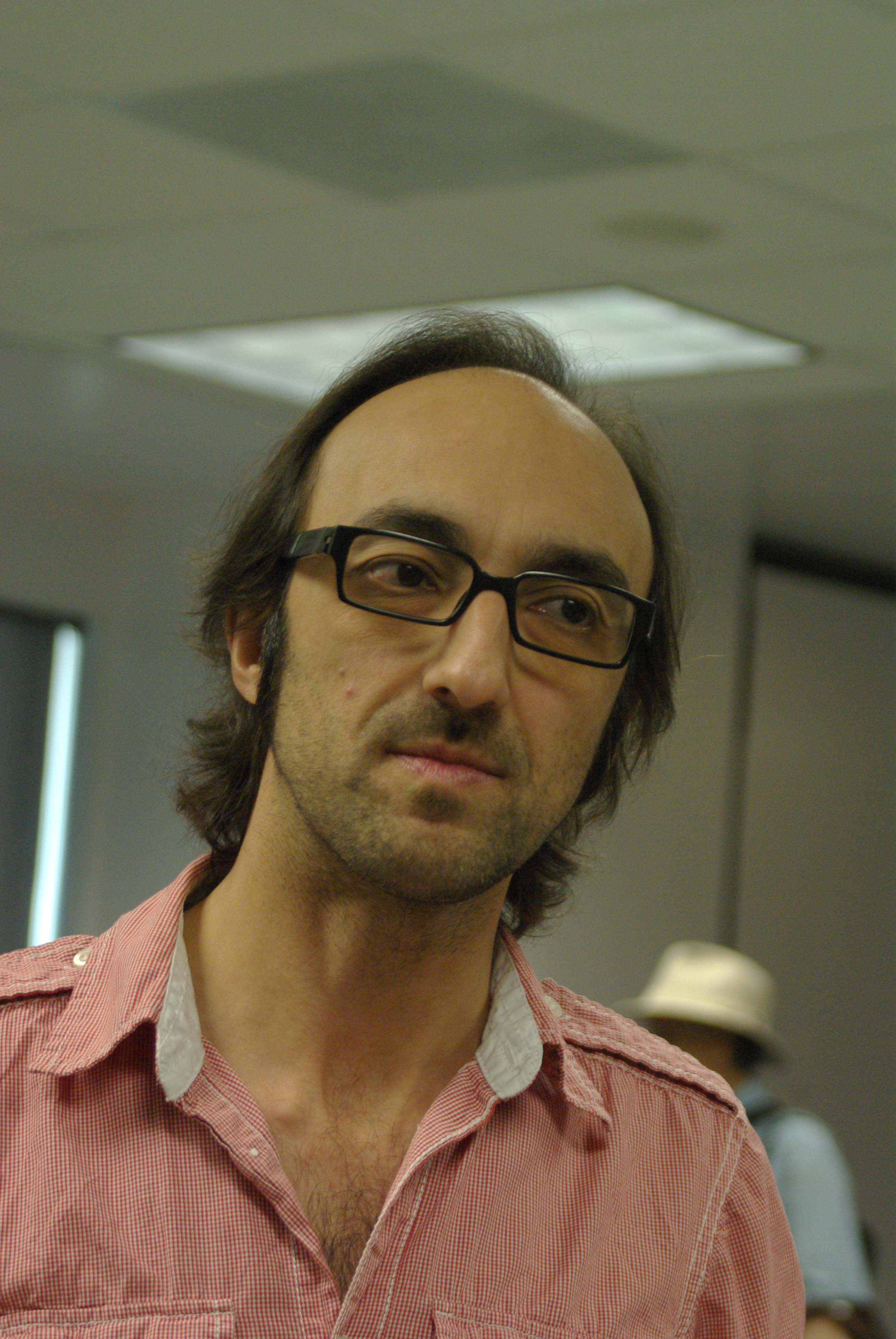
Agustín Fernández Mallo en la
Feria Internacional del Libro de Miami 2011.

Se da el nombre de Generación Nocilla o Afterpop a un conjunto de escritores españoles nacidos entre 1960 y 1976 que formaron una corriente literaria.
El nombre del grupo se debe a una trilogía de novelas llamada Nocilla Project escrita por Agustín Fernández Mallo (La Coruña, 1967), inspirándose en el título de la canción "Nocilla ¡Qué Merendilla!" de Siniestro Total. El término lo han utilizado las periodistas Elena Hevia y sobre todo Nuria Azancot para referirse a un grupo de escritores que fueron congregados del 26 al 28 de junio de 2007 en el Atlas Literario Español, un encuentro de nuevos narradores promovido y organizado por la editorial Seix-Barral y la Fundación José Manuel Lara en la ciudad de Sevilla, en cierta medida emparentable con la promoción sudamericana McOndo. [cita requerida]
Eloy Fernández Porta desdeña el título Generación Nocilla y prefiere explicar esa realidad literaria desde su propia teoría crítica recogida en su ensayo Afterpop (Berenice, Córdoba, 2006). Según él se trata de una estética que responde a la condición social creada por el exceso simbólico que han provocado los medios de comunicación de masas, y no se trata de algo generacional, nacional o literario, aunque algo de ello puede nombrarse como Generación Nocilla. Vicente Luis Mora prefiere denominar a este movimiento La Luz Nueva. Comienzan a hacerse visibles en torno al año 2004.

## Características
Entre sus características literarias está la fragmentación, la interdisciplinaridad, el énfasis en la sobresaturación de la cultura pop entre la juventud española de principios del siglo XXI, y el contraste con la llamada «alta cultura» así como la mezcla de ésta con el pop. Se trata de una "literatura zapping", poblada por gran número de personajes que vienen y van y no entienden de nudos ni desenlaces. Es frecuente el collage y las apropiaciones de textos ajenos en nombre del "noble arte del reciclaje" y las estructuras abiertas, con historias que se sabe cómo empiezan pero no cuándo terminan. Muchos de ellos practican la literatura electrónica del blog o bitácora e hibridan los géneros literarios. Inconformistas, publican en editoriales minoritarias y abominan de la literatura convencional. Quieren distinguirse claramente de "los comerciales o tardomodernos", como los llaman, aferrados a los géneros clásicos y que apuestan por un tipo de literatura de molde convencional. Es común a todos la crítica al poder de la imagen y de los media y la superación del concepto de las dos Españas. [cita requerida]
Su nómina incluye a Vicente Luis Mora (1970) y Jorge Carrión (1976), Eloy Fernández Porta (1974), Javier Fernández (1970), Milo Krmpotic (1974), Mario Cuenca Sandoval (1975), Lolita Bosch (1970), Javier Calvo (1973), Domenico Chiappe (1970), Gabi Martínez (1971), Álvaro Colomer, Harkaitz Cano. Obran de hermanos mayores Juan Francisco Ferre (1962), Germán Sierra (1960) y Agustín Fernández Mallo (1967).

## Autores
Nuria Azancot integra en esta promoción a Vicente Luis Mora, Jorge Carrión, Eloy Fernández Porta, Javier Fernández, Milo Krmpotic, Oscar Gual, Mario Cuenca Sandoval, Lolita Bosch, Javier Calvo, Doménico Chiappe, Gabi Martínez, Álvaro Colomer, Harkaitz Cano, Juan Francisco Ferré, Germán Sierra, Eduardo Mendoza y Fernández Mallo.
Vicente Luis Mora señala estas carencias en la lista: Diego Doncel, Mercedes Cebrián, Robert Juan-Cantavella, Salvador Gutiérrez Solís y Manuel Vilas.